# 夜借遗址
夜借遗址，位于中国河北省保定市夜借村，为保定市满城县的一个省级文物保护单位，类型为古遗址，公布时间为1982年7月23日。
夜借遗址的历史年代为商、周。